# Куб (фільм)
«Куб» (англ. Cube) — канадський фантастичний трилер 1997 року студії Cube Libre режисера Вінченцо Наталі, що розповідає історію групи незнайомих один одному осіб, які шукають вихід із сполучених між собою кубоподібних кімнат, облаштованих різними пастками.
«Куб» здобув популярність і став культовим завдяки своїй сюрреалістичній та кафкіанській обстановці в промислових приміщеннях у формі куба. Незважаючи на маленький бюджет, він отримав загалом позитивні відгуки та привів до серії фільмів.

## Сюжет
Після того як чоловік на ім'я Елдерсон помирає в одній з кімнат Куба, п'ятеро інших — Квентін, Ворт, Гелловей, Левен та Рен зустрічаються в іншій. Ніхто не знає яким чином потрапив сюди та що це за місце, останніми спогадами є те, як вони засинали напередодні. Квентін повідомляє, що деякі з кімнат небезпечні та містять пастки. Рен, в якому Квентін впізнає злочинця, що тікав з семи в'язниць, користується методом перевірки нових кімнат за допомогою жбурляння чобота до середини. Однак такий метод виявляється неефективним, Рен гине від хімічного опіку.
Новим способом перевірки кімнат стають математичні вирахування Левен, які вона робить на підставі цифр, якими маркована кожна кімната. Так, за припущенням Левен, кімната не має пасток якщо складові номера кімнати є простими числами. Просунувшись за допомогою такого методу на декілька кімнат, група знаходить психічно хворого на ім'я Казан. Метод Левен також виявляється недосконалим, коли Квентін отримує травму від пастки в перевіреній до цього кімнаті.
На ґрунті недовіри один до одного виникають конфлікти між членами групи, під час одного з яких з'ясовується, що Ворт є розробником зовнішньої оболонки для цього місця, яку він зробив на замовлення невідомої організації. Він повідомляє, що оболонка має форму куба лише з одним виходом та запевняє, що не знав для чого буде використовуватись конструкція.
На підставі нових відомостей про оболонку Левен здогадується, що номери кімнат є насправді координатами у тривимірному просторі, а куб має розміри 26x26x26 та містить 17 576 кімнат. Група вирішує дістатися найближчої до оболонки кімнати та з'ясовує, що всі суміжні з оболонкою кімнати мають пастки. Нарешті вони обирають кімнату, що має пастку зі звуковим сенсором та безшумно пробираються крізь неї.
Гелловей спускається на мотузці, зробленій із одягу, у прірву між кімнатою та оболонкою, щоб дослідити можливість вибратись. Через раптовий поштовх вона зривається у прірву, Квентін хапає її за руку але потім навмисно відпускає.
Квентін намагається переконати Левен покинути групу та просуватися далі самотужки. Отримавши відмову, Квентін виявляє агресію та сильно б'є Ворта, коли той втручається на захист Левен, він кидає його крізь отвір до нижчої кімнати. Ворта охоплює істеричний сміх від побаченого — тіла загиблого Рена. Спочатку він припускає, що вони ходили весь час колами, однак інша здогадка про те, що кімнати періодично змінюють розташування всередині Куба виявляється вірною.
Побоюючись агресивної поведінки Квентіна, Ворт затискає його дверима однієї з кімнат, що дає змогу групі рухатись далі без нього. Левен згадує, що під час просування Кубом їм зустрічалась кімната з координатою 27, саме ця кімната в певній позиції виводила до виходу з оболонки.
За допомогою несподівано виявлених у Казана здібностей у проведенні складних математичних вирахувань, Левен і Ворт добираються до бажаної кімнати. Їх настигає Квентін, вбиває Левен та завдає важкого поранення Ворту, він прямує до Казан щоб його вбити. Ворт з останніх сил затримує Квентіна в проході між кімнатами, його розриває на шматки при наступному переміщенні кімнат. Ворт відповзає до тіла Левен та помирає біля неї.
Казан наближається до виходу з Куба, що являє собою яскраве біле світло. Його подальша доля невідома.

## Ролі
- Моріс Дін Вінт[en] — Квентін Макнайл (Quentin McNeil) офіцер поліції, близько 40 років.
- Ніколь де Бур — Джоана Левен (Joan Leaven) студентка з математичними здібностями, близько 20 років.
- Ніккі Ґуаданьї[en] — Гелен Гелловей(Dr. Helen Holloway) лікар, близько 50 років.
- Девід Г'юлетт — Девід Ворт (David Worth) архітектор, розробник зовнішньої оболонки Кубу, близько 30 років.
- Ендрю Міллер — Казан чоловік з психічними розладами, має здібності до складних математичних розрахунків.
- Вейн Робсон[en] — Ренн (Rennes, also known as «the Wren») злочинець, майстер втечі з в'язниць, близько 60 років.
- Джуліан Річінґс[en] — Елдерсон (Alderson) в'язень Кубу, який потрапляє в пастку на початку фільму

Ім'я кожного героя пов'язано з назвами в'язниць, що реально існують в світі:
| Ім'я                                | Професія         | Стать   | В'язниця                                  | Актор           |
| ----------------------------------- | ---------------- | ------- | ----------------------------------------- | --------------- |
| Казан (Kazan)                       | невідомо         | чоловік | Kazan Prison (Росія)                      | Ендрю Міллер    |
| Девід Ворт (David Worth)            | Архітектор       | чоловік | Leavenworth Prison (США)                  | Девід Г'юлетт   |
| Квентін Макнайл (Quentin McNeil)    | офіцер поліції   | чоловік | San Quentin State Prison (США)            | Моріс Дін Вінт  |
| Джоана Левен (Joan Leaven)          | студентка        | жінка   | Leavenworth Prison (США)                  | Ніколь де Бур   |
| Гелен Гелловей (Dr. Helen Holloway) | лікар            | жінка   | Holloway Women's Prison (Велика Британія) | Ніккі Ґуаданьї  |
| Рен (Rennes)                        | тікач з в'язниць | чоловік | Centre pénitentiaire de Rennes (Франція)  | Вейн Робсон     |
| Елдерсон (Alderson)                 | невідомо         | чоловік | Alderson Federal Prison Camp (США)        | Джуліан Річінгс |

## Виробництво
Фільм знятий за 20 днів в звукозаписній студії в Торонто. Для зйомок була побудована одна кімната з розмірами 14×14×14 футів. Колір кімнати змінювали за допомогою змінних кольорових панелей. Фільм знімали послідовно для кожного кольору, так як зміна панелей вимагала часу. Спочатку хотіли зробити шість кольорів для кімнати, але через невеликий бюджет довелося зробити тільки п'ять.

## Касові збори
В Канаді фільм зазнав комерційного провалу, протримавшись у канадських кінотеатрах лише кілька днів. Компанія Metropolitan Filmexport французького кінодистриб’ютора Семюеля Хадіда побачила у фільмі потенціал і витратила 1,2 мільйона доларів на маркетингову кампанію, розклеївши рекламні листівки в багатьох містах і відправивши членів акторського складу до Франції, щоб зустрітися з кіноглядачами. 
На піку популярності фільм був показаний у 220 кінотеатрах Франції та став одним із найпопулярніших фільмів у Франції того часу, зібравши у прокаті $8,981,663 при бюджеті $350,000. Він став другим за касовими зборами фільмом у Франції того літа.